# Maintada
Maintada – gaun wikas samiti w zachodniej części Nepalu w strefie Bheri w dystrykcie Surkhet. Według nepalskiego spisu powszechnego z 2001 roku liczył on 1964 gospodarstw domowych i 10520 mieszkańców (5531 kobiet i 4989 mężczyzn).